# カトリック教会

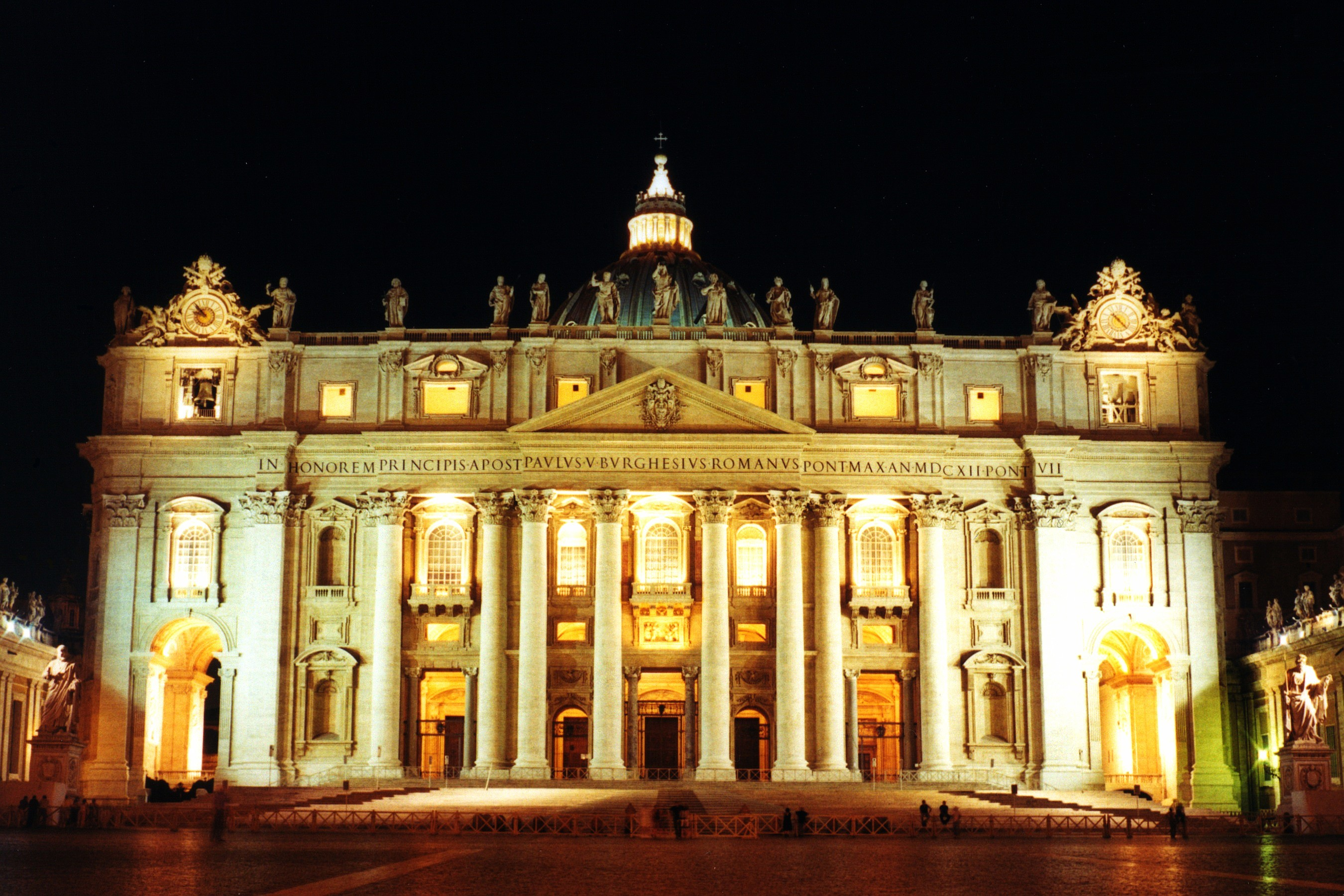
バチカン市国南東端にあるカトリック教会の総本山サン・ピエトロ大聖堂

カトリック教会（カトリックきょうかい、ラテン語: Ecclesia Catholica）は、ローマ教皇を最高指導者として全世界に13億人以上の信徒を有する、キリスト教最大の教派。その中心をローマの司教座（聖座）に置くことから、ローマ教会、ローマ・カトリック教会とも呼ばれる。

## 概要
カトリック教会自身による「カトリック」の定義は、教会憲章（Lumen Gentium）にみられる「使徒の筆頭者ペトロの後継者（ローマ教皇）と使徒の後継者たち（司教）によって治められる「唯一の、聖なる、公同（カトリック）の、使徒的な教会」（ニケア・コンスタンチノープル信条）という表現に最もよく表されている。1054年の大シスマによる東西教会の分裂以前の教会で、ニカイア信条、ニカイア・コンスタンティノポリス信条およびカルケドン信条を信仰する教会（アリウス派などの異端の対義語という意味。正統教義ともいう）を指してカトリックと呼ぶこともある。

## 「カトリック」という名称

キリスト教諸教派の成立の概略を表す樹形図。さらに細かい分類方法と経緯があり、この図はあくまで概略である。

### 語源
「カトリック」の語源はギリシア語の「カトリケー（καθολική：普遍的、世界的）」の形容詞「カトリコス（καθολικος）」に由来し、ラテン語では「カトリクス（Catholicus）」と表記される。この言葉は、成文化されて現在まで伝わるものとしては「ニカイア・コンスタンティノポリス信条」および「使徒信条」に典拠があり、前者ではラテン語: unam, sanctam, catholicam et apostolicam Ecclesiam（英語: (In) one, holy, catholic and apostolic Church；唯一の、聖なる、普遍の、使徒的な教会〔を〕）、後者ではラテン語: sanctam Ecclesiam catholicam（聖なる普遍の教会〔を〕）と記されている。
ただし「カトリック」（普遍的）を自認・自称するキリスト教の教派は他にもあり（後述）、「カトリック」の語彙は教派名にとどまらない概念を指すこともある。
カトリック教会の教えによれば、教会とは単なる人間的な組織ではなく、約2000年前にパレスチナで誕生した初代教会の伝統を継続する人々の集まりというだけでもなく、本質的には「神から来るもの」であるとする。

### 「ローマ・カトリック」以外の「カトリック教会」

#### 一般名詞としての「カトリック」
前述のように、1054年の大シスマによる東西教会の分裂以前の教会で、ニカイア信条、ニカイア・コンスタンティノポリス信条およびカルケドン信条を信仰する教会を指して「カトリック」と呼ぶこともある。この場合は現在のカトリック教会と正教会（Orthodox Church）を含む。ただし、これはカトリック教会側の見方であって、正教会は東西教会分裂以前の教会を指して「正教会」と呼ぶ。
カトリック教会も東方正教会も、東西教会の分裂以前の教会の直接の正統な後継者を自認していること、そして「カトリック」も「オーソドックス」もいずれもが東西教会分裂以前の教会においても重要な概念であったためにいずれの見解も誤りではなく、自らの重視する概念に由来する教会名の方を過去の教会名にも当てはめるために、このような事象が必然的に生じている。
現在のカトリック教会と正教会のいずれもが自らの「カトリック」（普遍性）と「オーソドックス」（正しい讃美）を自覚しており、この2つは排他的概念ではないことには注意が必要である。
イングランド国教会の流れを汲むアングリカン・チャーチの東アジアでの名称「聖公会」は「聖なる公同の教会」（英: Holy Catholic Church）という意味であり、その他の国々の聖公会も、公同（catholic）かつ使徒継承（apostolic）の教会を自認している。また、聖公会内部の一傾向を指す「ハイ・チャーチ」（高教会派）は、「アングロ・カトリック」（英: Anglo-Catholicism）とも呼ばれている。
さらに、ネストリウス派の流れを汲むアッシリア東方教会の正式名称は「聖なる使徒継承・公同のアッシリア東方教会」（英: Holy Apostolic Catholic Assyrian Church of the East）である。

#### 東方典礼カトリック教会
東方教会の伝統的な独自の典礼様式や各地の典礼言語などの諸風習を維持し、総大司教（羅: Patriarcha）を首座として一定の自治権を認められつつ、ローマ教皇の首位権を認めて教皇庁の傘下に入り、教義としてはローマ・カトリック教会と同一となった教会である東方典礼カトリック教会の諸教会がある。
その中には、正教会（いわゆるギリシャ正教）から分離・帰一したウクライナ東方カトリック教会やメルキト・ギリシャ典礼カトリック教会など、非カルケドン派正教会の流れを汲むコプト典礼カトリック教会など、さらにレバノンを中心として信徒を有し単意論教会の流れを汲むマロン典礼カトリック教会（マロン派）や、ネストリウス派の流れを汲むカルデア典礼カトリック教会など、様々な東方教会を母体とした教会がある。
「ローマ・カトリック教会」と言った場合、これら東方典礼カトリック教会を含まない、ラテン典礼を用いてローマ教皇庁の直属にある狭義のカトリック教会を指して用いられる。

#### 独立カトリック教会
他にも、「カトリック」を自称・自認しながらローマ教皇の首位権に属しない教派は、復古カトリック教会、ポーランド・カトリック教会、リベラル・カトリック教会、中国天主教愛国会など独立カトリック教会の諸教会があり、これらと区別する意味でも「ローマ・カトリック教会」と呼ばれる。

### 日本語での名称
東方教会（正教会および東方諸教会）と区別するため、カトリック教会とプロテスタント教会を総称して西方教会と呼ぶ場合もある。その中で、最近はあまり見かけないが、日本語表記において、宗教改革後にヨーロッパで生まれたプロテスタント教会を「新教」、それ以前から存在するカトリック教会を「旧教」と呼ぶ用法もあるが、カトリック教会の側が「旧教」を自称したことはなく、近年はあまり使用されない。
日本ではかつてcatholic Churchを「公教会」と訳し、組織名として「天主公教会」（てんしゅこうきょうかい）、「日本天主公教教団」と称していた。これは1884年（明治17年）から1959年（昭和34年）まで神のことを日本のカトリック教会では「天主」と呼んで教えていたためで、聖堂を「天主堂」（例大浦天主堂）、カテキズムを「公教要理」とする表現も使われたが、大正から昭和初期にかけてカタカナの「カトリック」を冠した新聞社・定期刊行物が現れ、1948年（昭和23年）以降はカトリック表記が公的に採用されている。
なお、日本語でカソリックと表記されることもあるが、カトリックを表す、ギリシャ語のκαθολικοςのθとラテン語のCatholicusのthの部分の発音の表記の違いでしかない。
現在ではカトリック中央協議会が公式表記としていないので、日本のカトリック教会側が「カソリック」という表記・呼称を使用することは通常はない。

## 歴史
第2バチカン公会議（1962年-1965年）は、カトリック教会に大きな転換をもたらした。従来、ローマ・カトリック教会（東方典礼カトリック教会を除く）では典礼言語としてラテン語（教会ラテン語）しか用いられなかったが、これ以降は各国語の典礼が認められるようになった。また、ミサの形式にも変革があり、一例としては、従来聖職者が祭壇に向かい会衆に背を向けて司式する「背面司式」であったのが、聖卓を挟んで会衆に向き合って司式する「対面司式」となった。これらの変革された典礼様式は、「新しいミサ（ノブス・オルド）」と呼ばれる。それ以前の典礼様式はトリエント・ミサと呼ばれ、聖ピオ十世会などはこれを堅持している。

## 教義

### カトリック教会独自の教義
無原罪の御宿り
イエス・キリストの母・聖母マリアは子供を宿した時に原罪が潔められた、という意味ではなく、「マリアはその存在の最初（母アンナの胎内に宿った時）から原罪を免れていた」という信仰。
聖母の被昇天
聖母マリアは、その人生の終わりに、肉体のままで天国にあげられたという信仰。
煉獄
神の恵みと神との親しい交わりとを保ったまま死んで、永遠の救いは保証されているものの、天国の喜びにあずかるために必要な聖性を得るように浄化（清め）の苦しみを受ける人々の魂が行くとされる、天国と地獄の間の世界。
教皇の首位権
ローマ教皇は、全世界のキリスト教の司教たちの中で、最も権威を持っていて、天国の鍵を受け継いでいるとされる。教会の外にいる者は聖霊の恵みを受けられず、もしそこから離れてしまえば聖霊の恵みを得ることができないとされている。一方で、「カトリック教会と縁のない人々が救われないというわけではない」ということを、現代の教皇たちは述べている。
教皇不可謬説
ローマ教皇が「信仰および道徳に関する事柄について教皇座（エクス・カテドラ）から厳かに宣言する場合、その決定は聖霊の導きに基づくものとなるため、正しく決して誤りえない」という教義のこと。教皇ピウス12世の「聖母の被昇天」に関する宣言には、「もしこれらのことを疑い、否定する発言を行うものはカトリック教会の信仰から離れているとみなされる」とした。第1バチカン公会議で決議されたこの教義に反対する者は、分離して復古カトリック教会を結成した。

### 他教派にも一部類似があるが特にカトリック教会で強調される教義
全実体変化説
ミサ中の聖変化によって、捧げられたパンとぶどう酒の全実体（the whole substance）が、パンとぶどう酒という偶有性（外観）のみを残して、イエス・キリストの霊魂と神性を持った聖体・聖血へと、「真実に（truly）、実際に（really）、実体的に（substantially）」変化（Transsubstantiation）するという説。
聖変化した聖体は、ミサ中に領食（聖体拝領）する以外でも、聖体賛美式などでキリストの臨在を示すものとして拝礼の対象に用いられる。
また、パンまたはぶどう酒のどちらかの形態（外観）のみ（単形色）の聖体拝領で、聖体の秘跡として有効であるとする。多くのローマ・カトリック教会では、聖職者を除く一般信徒はパンのみを拝領する。使用するパンについて、ローマ・カトリック教会では、専用に作られた酵母なしの無発酵パン（「ホスチア」と呼ばれるもの）の使用を義務とする。
なお、東方典礼カトリック教会では、東方教会（正教会・東方諸教会）の伝統を受け継いで、プロスフォラと呼ばれる、専用に作られた発酵パンを使用し、水で割ったぶどう酒に浸して、それを匙ですくって拝領する。
奇跡があるという教説
カトリック教会には、公認、未公認、または非公認のあらゆる奇跡があるとされる。

### 現代的な教義の意味づけ
カトリック教会の教説（教え）は「聖書と聖伝」という言葉であらわされるように、旧約聖書、新約聖書およびイエス・キリストと使徒の教えに由来し、教父たちによって研鑽され、多くの議論を経て公会議などによって確立されてきたものである。使徒信条およびニケア・コンスタンチノープル信条を信条としている。特に宗教改革以降、トリエント公会議においてカトリック教会の教義が整理され、再確認された。さらに現代では第2バチカン公会議でも現代に生きる教会として教義の意味を見直した。

### 教典
カトリック教会においては、ヒエロニムス以来何度となく改訂されてきた、ヴルガータと呼ばれる後期ラテン語訳聖書が公式な聖書とされてきた。現在は各国語に翻訳されている。カトリック教会で聖書正典に含まれる諸文書を最終的に決定した公会議はトリエント公会議である。カトリック教会が正典とする旧約聖書には、七十人訳聖書には含まれていたがヘブライ語のマソラ本文に含まれていない文書がある。それらは第二正典という語で指される場合もあるが、正典に含めている。
日本語訳聖書においても、かつてカトリック教会とプロテスタント諸派では異なる翻訳による聖書を用いてきた。しかし、第2バチカン公会議以降の世界でのカトリックとプロテスタントによる聖書の共同翻訳という流れを受けて、日本でも両者による共同翻訳作業が始められた。その成果が初めて形になったのが『共同訳聖書』であり、表記などの問題点を改善したものが、現在日本のカトリック教会で公式に用いられている『新共同訳聖書』である。なお、『新共同訳聖書』では、上記旧約聖書の第二正典の部分を、これを正典に含めないプロテスタントなど他教派へ配慮して「旧約聖書続編」という名称で掲載している。
『カトリック教会のカテキズム』は教典などの信仰の公式な説明書である。

## 組織

### 「唯一の教会」という世界観
カトリック教会においては、自派を「唯一の教会」だとする世界観がある。この世界観は、父なる神とその右に座するイエス、聖母マリアや聖人たちのとりなし、天国の鍵を管理するペトロ、信者たちの集う天国等で構成されている。こうした世界観に基づく組織構造がペトロの権威を引き継ぐローマ教皇という現実の人間を中心に展開されている。

### ローマ教皇

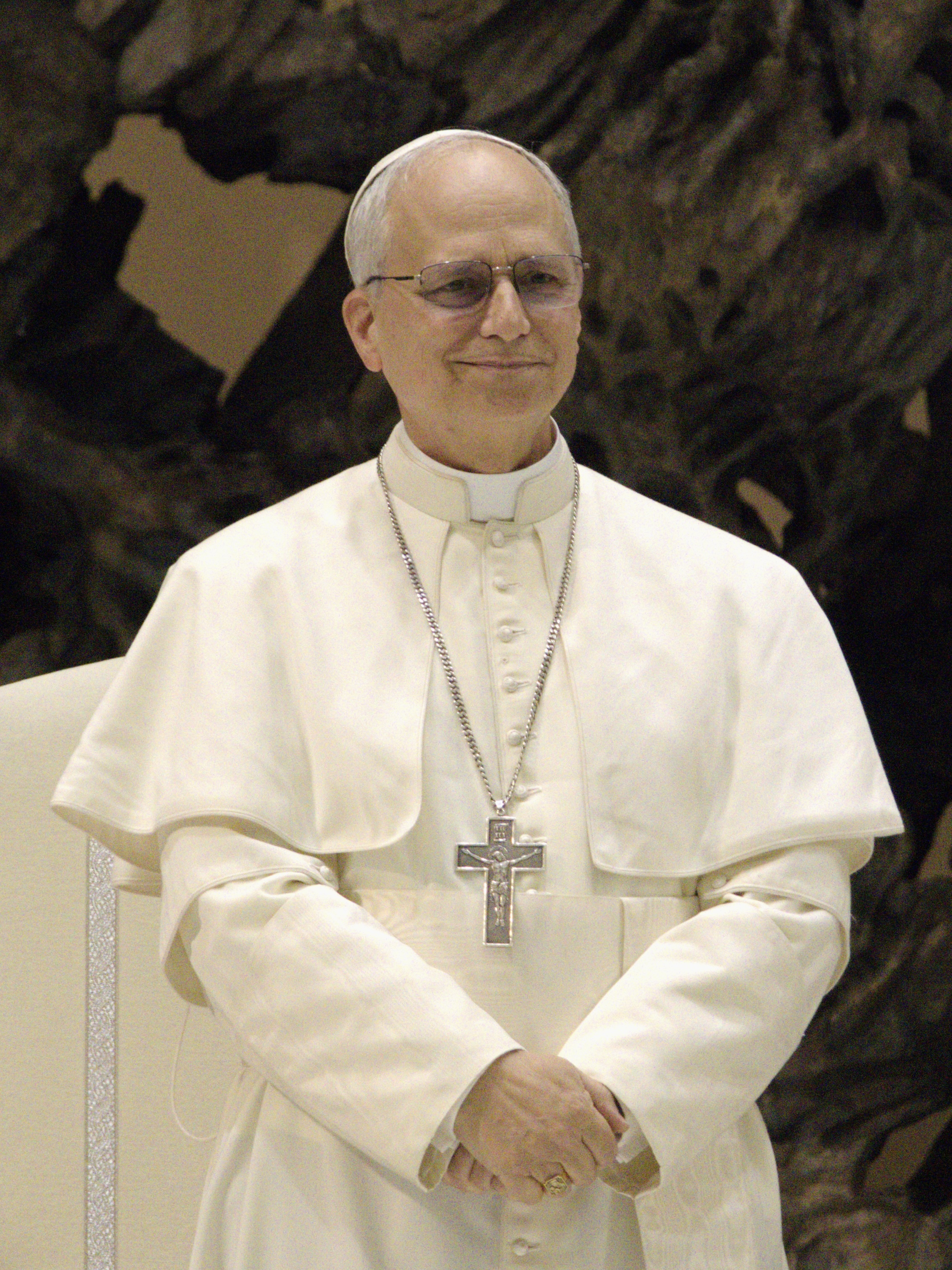
現在の教皇レオ14世

ローマ教皇とは、カトリック教会の総代表者で、全カトリック教会の裁治権と統治権を持つものである（日本語では「法王」と呼ばれることも多いが、カトリック教会での正式名称は「教皇」であり、「法王」という言い方は日本国にとってのバチカン市国の首長を表す外交用語でしかない）。ローマ教皇は使徒ペトロによる使徒座の後継者であり、現在はローマにあるバチカンに居住する。ローマを首都とするイタリア政府と教皇庁の関係については「ローマ問題」「ラテラノ条約」を参照。

### 枢機卿団
枢機卿団は、教皇庁で働く高位聖職者や世界の重要な司教区の司教たちの中から教皇によって任命される。教皇選挙（コンクラーヴェ）に参加できるのは80歳未満の枢機卿である。

### 司教
司教は使徒たちの後継者であり、教え、聖化し、統治する務めを与えられた者であるとされる。ローマ教皇もまた司教の一人であるが、使徒ペトロの権能を引き継いでいるとみなされ、司教団の中における特別な地位を認められている。なお、東方教会では「総主教」や「カトリコス」と呼ばれる者が名誉上の最高位聖職者・かつまた自らに直属する教会の首長であり、さらに府主教、大主教などが各国の教会の首長となっている場合がある。
司教の本来の職務は、教区の責任者として教区内の教会を統治することで、キリストの代理者として、司祭・助祭の協力を得て司牧の務めを果たすものとされている。通常の司教（教区司教）のほかに、（大司教など職務の多い）司教を補佐するために「協働司教」や「補佐司教」が任命されることがある。
司教会議については後述。

### 司祭と助祭
司祭と助祭は司教の職務を補助している。司祭には、教区に属する教区司祭（かつて「在俗司祭」とも呼ばれた）と、修道会に属する修道司祭とがあり、どちらにも属さないフリーの司祭というものは存在しない。
また、教皇パウロ6世の時代まで、守門、読師、祓魔師、侍祭という下級聖職（下級品級）および副助祭という聖職位階が存在したが、1972年8月15日に発布された自発教令「ミニステリア・クエダム」によって1973年に廃止され、現代では聖体奉仕者と祭壇奉仕者の2つの「奉仕職」に改められて、かつてのような聖職位階として扱われることはなくなった。
カトリック教会の聖職者（司教・司祭・助祭）は、独身の男性に限られ、叙階の秘跡を受けることでその地位に就く。

### 信徒
カトリック教会の洗礼を受けた者、または他教派から転籍して堅信を受けた者は、信徒と呼ばれる。

## 信者数、カトリック信徒の分布

人口に占めるカトリック信徒の比率（色が濃くなるほど比率が高い）、2010年時点

全世界に存在する（洗礼を受けた）カトリック信徒の総数は12億人に上るとみられている。カトリック信徒は世界中に存在しているが、特に多いのはヨーロッパとアメリカ大陸である。2000年度の統計では、南北アメリカに5億2000万人、ヨーロッパに2億8000万人、アフリカに1億3000万人、アジアに1億700万人、オセアニアに800万人である。
ヨーロッパでカトリック信徒の多いのは「ラテン諸国」といわれる国々、フランス、イタリア、スペイン、ポルトガル、アンドラ、モナコ、サンマリノが該当する。非ラテン諸国ではオーストリア、ベルギー、クロアチア、チェコ、ハンガリー、アイルランド、リトアニア、マルタ、ポーランド、スロバキア、スロベニア、ルクセンブルク、リヒテンシュタインである。ドイツ、オランダ、スイスおよび北アイルランドはカトリックとプロテスタントがほぼ同数である。
アメリカ大陸では特に中南米に信徒が多く、特に多いのはメキシコ、ブラジル、アルゼンチン、コロンビア、パラグアイである。歴史的背景については「スペインによるアメリカ大陸の植民地化」「ポルトガルによるアメリカ大陸の植民地化」を参照。
アジアについても同様な理由で、旧スペイン領のフィリピン、旧ポルトガル領の東ティモールにカトリック信徒が多い。

## 活動

### 典礼・年間行事

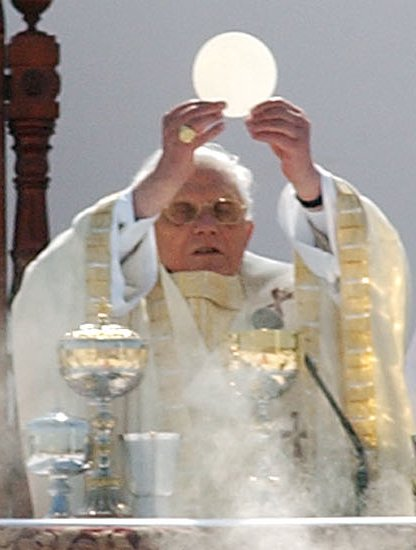
ブラジルでのミサにおける教皇ベネディクト16世

カトリック教会の信仰生活の中心にあるのは、聖体祭儀のミサである。ミサの中で信者は聖体の秘跡を受ける（聖体拝領）。主日（日曜日）と守るべき祝日にミサにあずかることは、信徒としての務めであるとされている。
ミサ以外の重要な典礼行為としては「聖務日課」が挙げられ、修道院などで必ず行われている。これは本来「時課の祈り」という意味で、一日の各時間を祈りを捧げることで聖化することが目的である。日課の中で特に重要なのは、ラウズとヴェスパ（ヴェスペレ）と呼ばれる朝の祈りと晩の祈りである。これらに加えていくつかの祈りが一日の中で行われる（かつて九時課、六時課、三時課と呼ばれた）。それ以外に読書課という祈りもあり、そこでは祈りと共に、聖書朗読と聖人伝や古典的な著作が読まれる。聖務日課の中心となるのは旧約聖書の詩編である。
現代のカトリック教会のミサの中では、主日と教会祝日には、福音書朗読と福音以外の聖書朗読が二つ（主に旧約聖書と使徒書）の合わせて三つが朗読される。それ以外の平日のミサでは、福音書朗読と福音以外の聖書箇所の二つが朗読される。

### 秘跡
カトリック教会は伝統的に7つの秘跡（サクラメント）を認めている。秘跡とは、神の恵みを実際にもたらす感覚的しるしで、イエス・キリストによって制定され、教会に委ねられたものである。下記の数字は、『カトリック教会のカテキズム』（CCC）において説明がある箇所の項目番号を表すもので、詳細に関しては各項目の記述あるいは『カトリック教会のカテキズム』の該当箇所を参照。
- 洗礼 CCC1213-1284
- 堅信 CCC1285-1321
- 聖体 CCC1322-1419
- ゆるし CCC1422-1498
- 病者の塗油 CCC1499-1532
- 叙階 CCC1536-1600
- 結婚[24] CCC1601-1666

### 信徒の役割
神は全てのキリスト者に対して聖性に向かうようにとお呼びかけになった。聖性とは何にもまして神を愛し、神ゆえに人々を愛し、人々に仕えることである――とされている。聖パウロは、エフェソの初代のキリスト者（鍛冶屋や店主、家事従業員や料理人、労働者からなる人々など）に、神は「天地創造の前から、私たちを愛され、ご自分の前で聖なる者、汚れのない者にしようと」（『エフェソの信徒への手紙』1,4）、キリストにおいて私たちをお選びになったと保証している。第2バチカン公会議で、「どのような身分と地位にあっても、全てのキリスト者がキリスト教的生活の完成と完全な愛に至るように召されている」（バチカン公会議、『教会憲章』40）と述べられた。
この聖性への普遍的な召し出しの一部として、キリスト者は誰でも、人々に仕え、人々をキリストに近づけるために呼ばれている。 いわゆる「霊的」な仕事に従事している人たちばかりでなく、あらゆる真っ当な世の中の仕事と活動に従事している人たちが、キリストの教えを自らの模範と言葉で広げていくように呼ばれているのです。神はすべてのキリスト者が「教会の使命の証人、生きる道具となるよう」（『教会憲章』33）招いておられる――とされている。
「全ての信者は神の救いの計画がどんな時代にも、あらゆる国々のあらゆる人々にまで届くよう働くべき」（『教会憲章』33）であることを、全てのカトリック信者は知るべきである。「自分の毎日の活動を、神との一致の機会、御旨の到達の機会、人々への奉仕の機会、キリストにおける神との交わりに人々を導く機会と見なすよう」（『信徒の召命と使命』17）、神は信徒である男女をお呼びになっている。現代の聖人たちは信徒の信仰生活や使命に関しては次のように語っている：「あなたがキリストを尋ね、キリストに出会い、キリストを愛するように」（聖ホセマリア・エスクリバー『道』382）。同様、 教皇ヨハネ・パウロ二世によると、「信徒は聖性への召し出しに気づき、何よりも拒むことのできない義務としてそれを生きなければ」ならない（『信徒の召命と使命』17）。

### 司教会議
地域の司教たちは定期的に会合を開いて、様々な問題について討議する。これを司教会議（シノドス）という。シノドスでは典礼などの問題に関しては決議することが出来るが、特定の司教の処遇に関してなどの決議のためには、有資格司教の3分の2以上の同意と教皇庁の裁可が必要とされている。
世界司教会議について、教皇フランシスコは2023年から構成や運営方法を改革することを決めた。司教以外に教皇が一般信徒など70人を選んで半数は女性とするほか、これとは別に修道女5人が参加し、いずれも投票権を行使できる。
現代では従来の聖職者至上主義の修正が図られていて、「神の民の教会論」により、全ての信徒がキリストの祭司職にあずかっていて教会の宣教活動、典礼活動、司牧活動を遂行する者であるとされている。この信徒の使命は「信徒使徒職」と呼ばれている。

### 公会議
カトリック教会では、以下に列挙した21の公会議に特別な権威を付与している。
- 第1ニカイア公会議
- 第1コンスタンティノポリス公会議
- エフェソ公会議
- カルケドン公会議
- 第2コンスタンティノポリス公会議
- 第3コンスタンティノポリス公会議
- 第2ニカイア公会議
- 第4コンスタンティノポリス公会議
- 第1ラテラン公会議
- 第2ラテラン公会議
- 第3ラテラン公会議
- 第4ラテラン公会議
- 第1リヨン公会議
- 第2リヨン公会議
- ヴィエンヌ公会議
- コンスタンツ公会議
- フィレンツェ公会議
- 第5ラテラン公会議
- トリエント公会議
- 第1バチカン公会議
- 第2バチカン公会議

公会議の位置付けはキリスト教各教派によって異なっており、東方正教会（ギリシャ正教）では最初の7つの公会議のみを認めており、東方諸教会のうち非カルケドン派では最初の3つのみを認めている。さらにネストリウス派の諸教会（アッシリア東方教会など）は最初の2つしか認めていない。
特に第2バチカン公会議は、現代のカトリック教会の方向性を大きく変えた重要な公会議だったといえる。この公会議を機にカトリック教会は典礼の改革を行い、エキュメニズムの推進を目標に掲げた。カトリック教会は、この第2バチカン公会議において「本人の側に落ち度がないままに、キリストの福音と教会を知らずにいて、なおかつ、誠実な心を持って神を求め、良心の命令を通して認められる神の意志を、恩恵の働きのもとに、行動をもって実践しようと努めている人は、永遠の救いに達することができる」という従来とは異なる見解を示した。

## 教義についての他教派との関係
カトリック教会では、1054年の正教会との分裂（東西教会の分裂）や、それよりもはるかに古いエフェソ公会議やカルケドン公会議における分裂であっても、実際に分裂の直接の原因となったのは、本質的なことではなく些細な教義論争であると捉えている。それをよく示すのは、1994年11月に発布された『キリスト理解におけるカトリック教会とアッシリア東方教会の共同宣言（英語版）』である。これはカトリック教会の教皇ヨハネ・パウロ2世とアッシリア東方教会の総主教マル・ディンハ4世の間で調印された。アッシリア東方教会とカトリック教会の分裂は、431年のエフェソ公会議で争われた「テオトコス論争」という聖母マリアの称号をめぐる論争が原因となっている。これは「神の母」と「キリストの母」という称号のどちらが正しいかということが論議となったものである。『共同宣言』では「どちらの呼び方も同じ信仰を表明したものであり、両教会は互いの典礼と信心を尊重する」と述べている。
さらに難しいのは正教会との合同問題である。カトリック教会側では、カトリック教会と正教会が合同するためには、教義の問題よりも互いの伝統に関する問題が大きな障害となっていると考えている。たとえば、ローマ教皇の首位権をどう評価するかという問題や、互いの典礼や信心における差異をどう尊重しあうかという問題になっているとする。一方、正教会の側からは、対立はフィリオクェ問題という基本的教義の不一致にあり、首位権や不可謬権の問題もたんなる伝統の問題ではなく教義上の問題と捉えている（アメリカ正教会の研究版新約聖書では、一致の主な障害を、フィリオクエ問題と教皇不可謬権であると指摘している）。また東方側からは十字軍問題や東方布教などのカトリックからの姿勢に対する反発もある。カトリック教会で用いられる「教導権」という言葉は、信徒を教え導く権威のことを示している。この権威は神学者のものではなく、司教たちのものである。カトリックの理解では、人々がある教えを自分勝手に理解すると必ず矛盾や対立が生じることになると考える。ユダヤ人の教育において、指導者がトーラーを声に出して読みながら、覚えさせるという伝統があるが、これはヘブライ語の文章は母音が表記されていないため、様々な読み方が可能であったためだが、そこにおいては口伝が文章を確定させる。これがカトリック教会が聖書と同様に聖伝（聖なる伝承）を尊重することのたとえとして用いられる。
カトリック教会と、プロテスタントの諸教会との間での教義的な差異は、東方教会よりさらに大きい。プロテスタントは、カトリック教会が使徒本来の教えを歪めてきたと考えてきた。一方カトリック教会側は、2007年の『教会論のいくつかの側面に関する問いに対する回答』において「16世紀の宗教改革から生まれたキリスト教共同体（プロテスタント）は、使徒継承による司祭職の秘跡を欠くため、カトリックの教えによれば、固有の意味で『教会』と呼ぶことはできない」としている。
他方、エキュメニズム（教会合同運動）の進展が皆無というわけではなく、たとえば日本聖書協会によって1987年（昭和62年）に刊行された『新共同訳聖書』は、日本におけるカトリック関係者とプロテスタント諸派の関係者らの共同作業によって翻訳され編集されたものである（ただし新共同訳聖書に日本正教会は参加していない）。また日本におけるカトリック教会では、2000年（平成12年）2月15日から日本聖公会と同じ「主の祈り」の日本語翻訳が使用されている。

## カトリック教会への批判
宗教改革以来、プロテスタントから、教皇の首位権・使徒継承性に対して「『聖書』の曲解、根拠なき伝承（聖伝）に基づくもの」と批判されている。同様にプロテスタントが『聖書』に根拠を持たないと主張する「秘跡」や「マリア崇敬・聖人崇敬」について批判を受ける。歴史的には、カトリック教会が封建領主として君臨したこと、宗教改革の端緒を開いたマルティン・ルターによって、聖遺物崇敬・贖宥状（免罪符）発行を批判されたが、対抗改革によって中止された。一方、改革の中で原理主義的姿勢が強まって「禁書目録」の作成がなされたが、このような動きは学問の自由や言論の自由を求める学者と衝突を招いた。
啓蒙主義者にとっては、カトリック教会による社会生活の支配は克服すべき課題であった。フランス革命ではマクシミリアン・ロベスピエールが宗教を廃止し、「理性」（あるいは、「最高存在」）に対する崇拝をそれまでの宗教に代わるものと位置付け、「理性の祭典」を行なった。このような過程を経て、カトリック教会は寛容政策に転換し、信徒や聖職者が他宗教の祭祀・儀式に列席することも認められるようになった。しかし、21世紀においても（プロテスタントの保守的な教会同様に）胎児も含めた、かけがえのない生命を尊重するという崇高な理念に基づき人工授精や妊娠中絶、避妊、同性愛（ただし、同性愛的行為は禁じられるが、同性愛的性志向自体は否定されない）、ES細胞研究への反対姿勢は変えておらず、この点を批判されることがある（ただしこれらについては他教派やプロライフの関係者にも賛成する者がおり、賛成者とカトリック教会が連携することもある。一例としてマンハッタン宣言を参照）。「妊娠中絶の支持者には聖体の秘跡の授与を制限すべきだ」という教会関係者の発言が物議を醸しており、一種の教条主義とも揶揄されている。
なお、プロテスタントや聖公会の中には“教会内における女性の首位権”（女性聖職者または女性牧師）を認める教会もあるが、カトリック教会では女性は司祭に叙階されない。教義上、聖職者になれるのは男性信者に限られている。フェミニストの中にはこれに対する批判を行う者もいるが、カトリック教会側はあくまでも教義に基づく制度であるから「女性蔑視」ではないと説明している。また、聖職者には世俗の権力は一切存在しないので「女性差別」とは言いがたい、との説明もあるが、国や地域、組織によっては、聖職者が世俗的な権力行使に関わったり、その言動が世俗の権力に大きな影響を及ぼしたりする例もあり、至当とは言えない。また、かつては女性助祭、旧約聖書時代には女性預言者も存在したこともあり、この制度が復活することがないとは言えない。

## カトリック教会が影響した出来事

### 異教徒や非カトリック圏に対する事柄
- 1096年：民衆十字軍は東上の途中でユダヤ人を各地で虐殺した。
- 1096年 - 1099年：第1回十字軍はイスラム教徒やユダヤ教徒の虐殺と略奪を行う。
- 1198年、北方十字軍。1193年に教皇はバルト海沿岸の異教徒に対する十字軍を布告し、1198年に十字軍の使節団がリヴォニア（現在のラトビアのリガ湾に囲まれたところ）に上陸した。
- 1204年：第4回十字軍において、当初の目的であった聖地には向かわず、同じキリスト教国であった東ローマ帝国を攻略（コンスタンティノープル包囲戦 (1204年)）。ギリシア人住民2000人以上が死亡した。
- 1493年：コロンブスの率いるスペイン軍は、数ヶ月で5万人以上のインディアンを殺害した。以後10年間にわたり毎回数千人の住民を殺害する。
- 1521年、エルナン・コルテスはメキシコ高原にあったアステカ帝国を征服した。アステカ帝国の征服前の人口はおよそ1100万人であったと推測されるが、1600年の人口調査では、アメリカ先住民の人口は100万程度になっていた（「アステカ#植民地時代の人口減少」参照）。
- 1533年、スペイン人のコンキスタドールにインカ帝国は滅ぼされる。

### 正統派信仰と異端信仰関連
- 1209年 - 1215年：アルビジョア十字軍は約1万人の住民をカタリ派であるか否かにかかわらず無差別に殺戮した。
- 1633年：地動説を唱えたガリレオ・ガリレイは第2回の裁判で有罪となる。地球が動くという説を放棄する旨が書かれた異端誓絶文をガリレオは読み上げた[注 13]。

### バチカンの国家財政管理を行う組織である「宗教事業協会」のこと
- 2013年5月22日、独立機関の聖座財務情報監視局は、2012年の金融取引において6件のマネーロンダリングの疑いがあると発表した。2013年6月28日には、現金4千万ユーロ（約52億円）を無申告でスイスからイタリアに運ぼうとしたとして、スカラーノ司祭がイタリア警察に逮捕された。2013年7月1日には、幹部2人が辞任に追い込まれた事件があった。

### 聖職者による児童への性的虐待問題
2002年、米国『ボストン・グローブ』紙に報じられたことをきっかけに、孤児院や学校、神学校での神父による神学生などの未成年者を含む少年少女に対する性的虐待事件が世界中で発覚した。多くの訴訟が起こされ、多数の聖職者の失職に繋がった。同時にローマ教皇庁による度重なる隠蔽や問題の聖職者に対する処分の甘さも明るみになり、教皇退任を求めるデモや、バチカンと教皇を被告とした訴訟が世界各地で起きた。近年におけるカトリック教会の評判の大きな失落を招いた。
2010年3月、『ニューヨーク・タイムズ』が、ベネディクト16世自身が枢機卿在任時代、司祭による虐待事件をもみ消していたという疑惑を報じたことにつき教皇側が強く反発したことから、同年3月28日には英国首都ロンドンで教皇の退位を要求する抗議デモが行われた。
また、近年一部の聖職者が児童に対して性的虐待をしていた事実が判明し、カトリック教会の一大スキャンダルに発展している。